# Автономный университет Бенито Хуареса в Оахаке
Автономный университет Бенито Хуареса в Оахаке (исп. Universidad Autónoma Benito Juárez de Oaxaca, UABJO) — государственный университет, расположенный в городе Оахака-де-Хуарес в штате Оахака в Мексике.
Университет был основан 8 января 1827 года как Оахаканский институт искусств и наук. Первоначально предлагались курсы по медицине, хирургии, гражданскому и естественному праву, публичному праву, каноническому праву и истории церкви, политической экономии, статистике, географии и физике, математике, логике, этике, английскому и французскому языкам.

## История
В декабре 1943 года губернатор генерал-майор Висенте Гонсалес Фернандес издал указ о предоставлении Институту искусств и наук автономии. Затем 18 января 1955 года генерал Мануэль Кабрера Карраскедо принял закон, повышающий статус института до университета. Затем школа стала известна как Автономный университет Бенито Хуареса в Оахаке. Университет был назван в честь чистокровного представителя коренных народов, ставшего президентом Мексики, уроженца Оахаки Бенито Хуареса (21 марта 1806 — 18 июля 1872).

## Протесты 2006 года

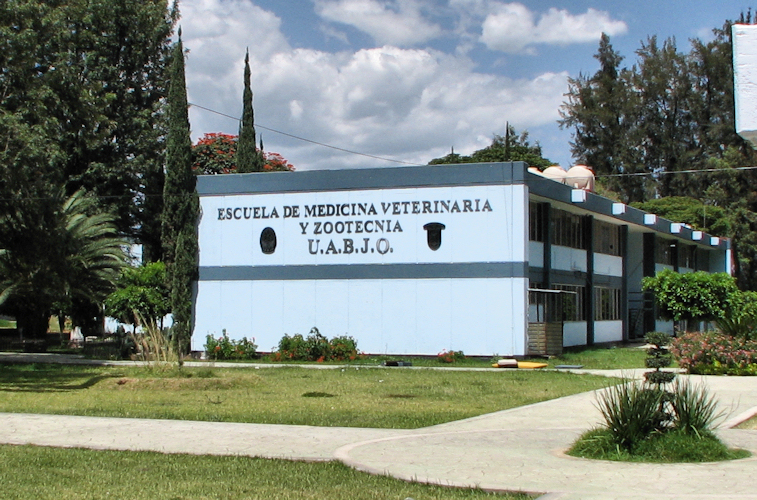
Школа ветеринарии и зоомедицины в главном кампусе UABJO.

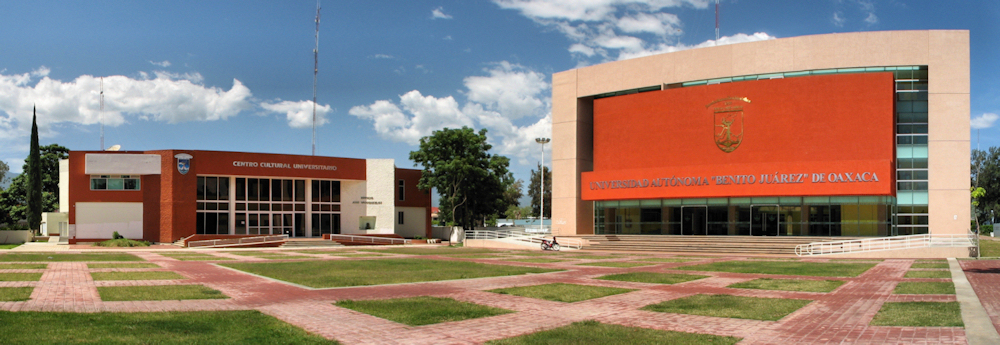
Панорамный снимок Centro Cultural Universitario & Rectoria в главном кампусе.

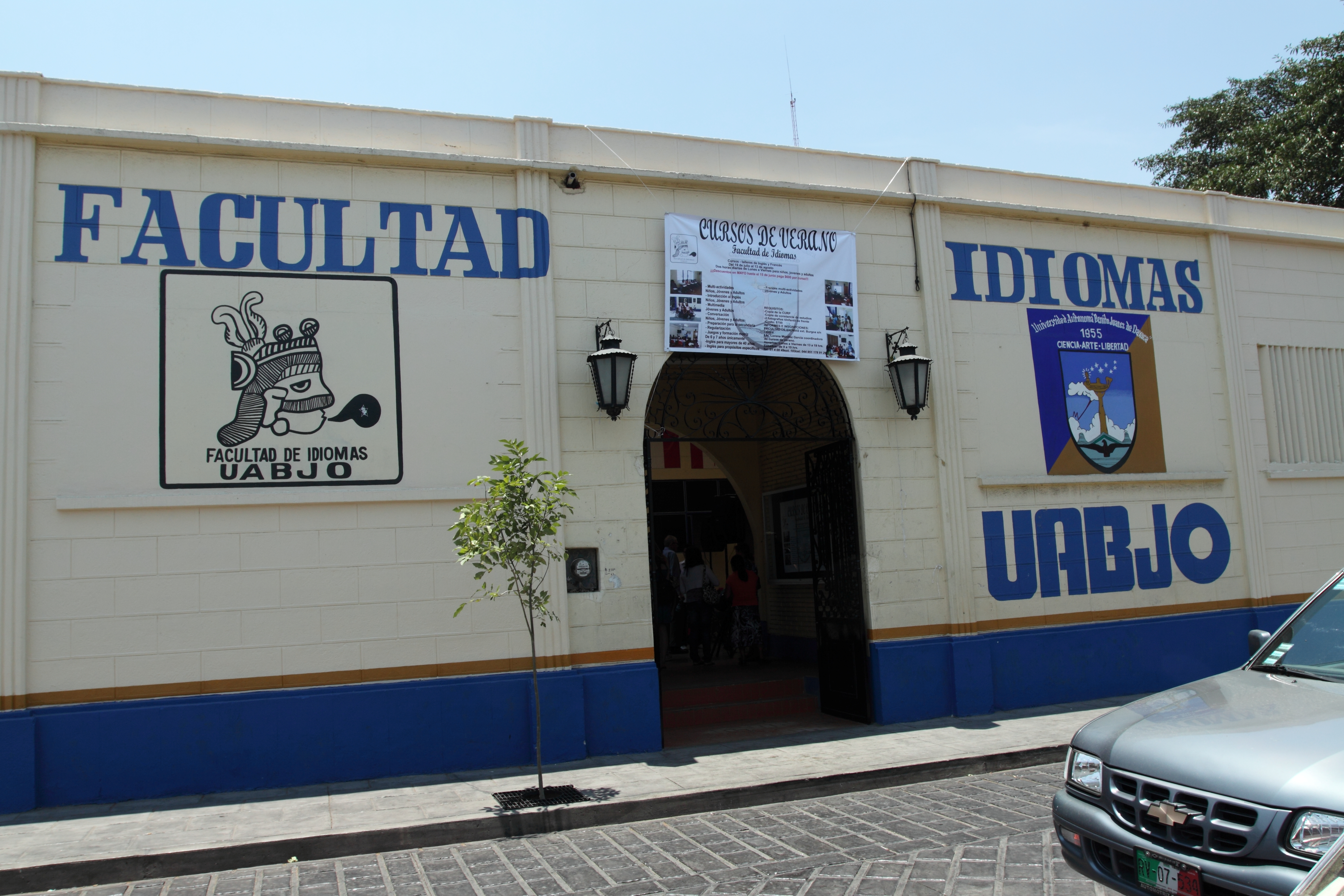
Кампус языковой школы UABJO, расположен недалеко от центра города.

В мае 2006 года началась забастовка учителей на главной площади мексиканского города Оахака, штат Оахака. 2006 год стал 25-м годом подряд, когда учителя Оахаки бастовали. Раньше протесты обычно длились от одной до двух недель и приводили к небольшим повышениям для учителей. Забастовка 2006 года началась в знак протеста против низкого финансирования учителей и сельских школ в штате, но была вызвана дополнительным призывом к отставке губернатора штата Улисеса Руиса Ортиса после того, как 3000 полицейских были отправлены для разгона протестующих рано утром 14 июня 2006 года. В тот день уличный бой длился несколько часов, в результате чего было госпитализировано более ста человек, но никто не погиб. Руис Ортис заявил, что не уйдёт в отставку.
2 ноября 2006 года Федеральная превентивная полиция подошла к университету, занятому студентами и протестующими, перешедшими с главной площади. Поскольку университет является автономным, полиции запрещён вход на территорию без приглашения ректора.
Тысячи протестующих прибыли в следующие часы, окружили полицию и в конечном итоге вынудили её покинуть территорию вокруг университета. Asamblea Popular de los Pueblos de Oaxaca получила разрешение ректора университета транслировать свои сообщения через университетское радио, которое они использовали для критики политических партий, в частности Институционно-революционной партии. Мнения против APPO быстро сняли с эфира.
После критики со стороны частного сектора, политических организаций и прессы (в частности, ведущей новостей Grupo Formula Дениз Меркер) за его замечания в адрес APPO ректор заявил, что он просил уважать права студентов и преподавателей и что оперативная попытка вмешательства Федеральной полиции не решит проблему.

## Современное состояние
По соглашению с Национальным автономным университетом Мексики (UNAM) был создан CEC (Центр непрерывного образования), который позволяет университету предлагать дополнительные степени бакалавра совместно с UNAM.
В 2001 году Школа языков Университета инициировала программу обмена для обучения за границей с Колледжем материка в Техас-Сити, штат Техас, США. Это привело к повышению узнаваемости университета, а также помогло продолжить миссию языковой школы университета.

## Известные выпускники
Несколько видных деятелей политической жизни Мексики были выпускниками UABJO и его предшественника, Оахаканского института искусств и науки:
- Хуарес, Бенито — президент Мексики в 1858–1872 годах
- Порфирио Диас — президент Мексики в 1876–1880 и 1884-1911 годах